# Lenta
Lenta je širok trak, ki se nosi poševno čez prsi kot del ali znak visokega odlikovanja. 
Poleg klasične lente poznamo še praporsko lento, ki je izvezen in obšit širok trak, ki se nosi na istem praporskem drogu kot praporska zastava.